# 下城子站
下城子站，位于黑龙江省穆棱市下城子镇，是城鸡铁路沿线车站，距终点鸡西站107公里。
车站由中国铁路哈尔滨局集团牡丹江车务段管辖，为办理客货业务的三等站，客运有往来牡丹江和东方红的慢车停靠，货运办理整车、零担货物发到。
车站随滨绥铁路始建于1899年，原名小城子站；1926年建成穆棱铁路（现城鸡铁路）由此引出。2016年1月牡绥电气化铁路开通后，是城鸡铁路的起点，原滨绥铁路本站上行至伊林和老穆棱区间被列为专用线。